# Premis Oscar de 1961
Els Premis Oscar de 1961 (en anglès: 34th Academy Awards) foren presentats el 9 d'abril de 1962 en una cerimònia realitzada al Santa Monica Civic Auditorium de Los Angeles.
La cerimònia fou presentada per l'actor i comendiant Bob Hope, sent la setena vegada que presentava els premis.

## Curiositats
La pel·lícula més nominada de la nit foren West Side Story de Robert Wise i Jerome Robbins i els Els judicis de Nuremberg de Stanley Kramer, totes dues amb 11 nominacions. West Side Story es convertí en la guanyadora de la nit en aconseguir deu dels onze premis als quals optava, entre ells millor pel·lícula, director (per primera vegada concedit ex aequo a dos directors), actor i actriu secundaris entre els més destacats. Per la seva part Els judicis de Nuremberg aconseguí dos premis, actor principal i guió adaptat.
Federico Fellini amb la seva pel·lícula La dolce vita aconseguí ser nominat en la categoria de millor director, i Sophia Loren aconseguí guanyar el premi a millor actriu per la seva interpretació a La ciociara de Vittorio De Sica, esdevenint la primera actriu a aconseguir aquest premi per un film de parla no anglesa.

## Premis
| Millor pel·lícula | Millor director |
| --- | --- |
| - West Side Story (Robert Wise per The Mirisch Corporation i United Artists) - Els canons de Navarone (Carl Foreman per Columbia Pictures) - Fanny (Joshua Logan per Warner Bros.) - Els judicis de Nuremberg (Stanley Kramer per United Artists) - El vividor (Robert Rossen per 20th Century Fox) | - Robert Wise i Jerome Robbins per West Side Story - Stanley Kramer per Els judicis de Nuremberg - Federico Fellini per La dolce vita - J. Lee Thompson per Els canons de Navarone - Robert Rossen per El vividor |
| Millor actor | Millor actriu |
| - Maximilian Schell per Els judicis de Nuremberg com a Hans Rolfe - Charles Boyer per Fanny com a César - Paul Newman per El vividor com a Eddie Felson - Spencer Tracy per Els judicis de Nuremberg com a Jutge Dan Haywood - Stuart Whitman per The Mark com a Jim Fuller | - Sophia Loren per La Ciociara com a Cesira - Audrey Hepburn per Esmorzar amb diamants com a Holly Golightly/Lula Mae Barnes - Piper Laurie per El vividor com a Sarah Packard - Geraldine Page per Summer and Smoke com a Alma Winemiller - Natalie Wood per Esplendor a l'herba com a Wilma Dean Loomis                                                                                             |
| Millor actor secundari | Millor actriu secundària |
| - George Chakiris per West Side Story com a Bernardo - Montgomery Clift per Els judicis de Nuremberg com a Rudolph Peterson - Peter Falk per Un gàngster per a un miracle com a Joy Boy - Jackie Gleason per El vividor com a Minnesota Fats - George C. Scott per El vividor com a Bert Gordon | - Rita Moreno per West Side Story com a Anita - Fay Bainter per La calúmnia com a Amelia Tilford - Judy Garland per Els judicis de Nuremberg com a Irene Hoffman Wallner - Lotte Lenya per La primavera romana de la senyora Stone com a Contessa - Una Merkel per Summer and Smoke com a Mrs. Winemiller                                                                                             |
| Millor guió original | Millor guió adaptat |
| - William Inge per Esplendor a l'herba - Federico Fellini, Tullio Pinelli, Ennio Flaiano i Brunello Rondi per La dolce vita - Valentín Iejov i Grigori Txukhrai per Bal·lada o soldate - Sergio Amidei, Diego Fabbri i Indro Montanelli per El general de la Rovere - Stanley Shapiro i Paul Henning per Lover Come Back | - Abby Mann per Els judicis de Nuremberg (sobre guió televisiu propi) - George Axelrod per Esmorzar amb diamants (sobre hist. de Truman Capote) - Carl Foreman per Els canons de Navarone (sobre hist. de Alistair MacLean) - Robert Rossen i Sidney Carroll per El vividor (sobre hist. de Walter Tevis) - Ernest Lehman per West Side Story (sobre musical de Leonard Bernstein i Stephen Sondheim) |
| Millor pel·líucula de parla no anglesa | |
| - Såsom i en spegel d'Ingmar Bergman (Suècia) - Harry og kammertjeneren de Bent Christensen (Dinamarca) - Plácido de Luis García Berlanga (Espanya) - Eien no hito de Keisuke Kinoshita (Japó) - Ánimas Trujano (El hombre importante) d'Ismael Rodríguez (Mèxic) | |
| Millor banda sonora - Dramàtica o còmica | Millor banda sonora - Musical o adaptació |
| - Henry Mancini per Esmorzar amb diamants - Miklós Rózsa per El Cid - Morris Stoloff i Harry Sukman per Fanny - Elmer Bernstein per Summer and Smoke - Dimitri Tiomkin per Els canons de Navarone | - Saul Chaplin, Johnny Green, Sid Ramin i Irwin Kostal per West Side Story - George Bruns per Babes in Toyland - Alfred Newman i Ken Darby per Promeses sense promès - Dmitri Xostakóvitx per Khovanshchina - Duke Ellington per Paris Blues |
| Millor cançó original | Millor so |
| - Henry Mancini (música); Johnny Mercer (lletra) per Esmorzar amb diamants ("Moon River") - Henry Mancini (música); Mack David (lletra) per Bachelor in Paradise ("Bachelor in Paradise") - Miklós Rózsa (música); Paul Francis Webster (lletra) per El Cid ("Love Theme from El Cid (The Falcon and the Dove)") - Jimmy Van Heusen (música); Sammy Cahn (lletra) per Un gàngster per a un miracle ("Pocketful of Miracles") - Dimitri Tiomkin (música); Ned Washington (lletra) per Town Without Pity ("Town Without Pity") | - Gordon E. Sawyer i Fred Hynes per West Side Story - Robert O. Cook per The Parent Trap - Gordon E. Sawyer per La calúmnia - Waldon O. Watson per Promeses sense promès - John Cox per Els canons de Navarone |
| Millor direcció artística - Blanc i negre | Millor direcció artística - Color |
| - Harry Horner; Gene Callahan per El vividor - Rudolph Sternad; George Milo per Els judicis de Nuremberg - Carroll Clark; Emile Kuri i Hal Gausman per The Absent-Minded Professor - Piero Gherardi per La dolce vita - Fernando Carrere; Edward G. Boyle per La calúmnia | - Boris Leven; Victor Gangelin per West Side Story - Hal Pereira i Roland Anderson; Sam Comer i Ray Moyer per Esmorzar amb diamants - Alexander Golitzen i Joseph C. Wright; Howard Bristol per Promeses sense promès - Veniero Colasanti i John Moore per El Cid - Hal Pereira i Walter H. Tyler; Sam Comer i Arthur Krams per Summer and Smoke                                                      |
| Millor fotografia - Blanc i negre | Millor fotografia - Color |
| - Eugen Schüfftan per El vividor - Ernest Laszlo per Els judicis de Nuremberg - Daniel L. Fapp per Un, dos, tres - Edward Colman per The Absent-Minded Professor - Franz F. Planer per La calúmnia | - Daniel L. Fapp per West Side Story - Harry Stradling, Sr. per A Majority of One - Jack Cardiff per Fanny - Russell Metty per Promeses sense promès - Charles Lang, Jr. per Un tipus dur |
| Millor vestuari - Blanc i negre | Millor vestuari - Color |
| - Piero Gherardi per La dolce vita - Howard Shoup per Claudelle Inglish - Jean Louis per Els judicis de Nuremberg - Dorothy Jeakins per La calúmnia - Yoshirō Muraki per Mercenari | - Irene Sharaff per West Side Story - Jean Louis per Back Street - Bill Thomas per Babes in Toyland - Irene Sharaff per Promeses sense promès - Edith Head i Walter Plunkett per Un gàngster per a un miracle |
| Millor muntatge | Millors efectes especials |
| - Thomas Stanford per West Side Story - Philip W. Anderson per The Parent Trap - William H. Reynolds per Fanny - Frederic Knudtson per Els judicis de Nuremberg - Alan Osbiston per Els canons de Navarone | - Bill Warrington i Chris Greenham per Els canons de Navarone - Robert A. Mattey i Eustace Lycett per The Absent-Minded Professor |
| Millor documental | Millor curtmetratge documental |
| - Le ciel et la boue d'Arthur Cohn i René Lafuite - La grande olimpiade (Cineriz) | - Project Hope de Frank P. Bibas - Breaking the Language Barrier (U.S. Army Air Force) - Cradle of Genius de Jim O'Connor i Tom Hayes - Kahl (Dido-Film-GmbH) - L'uomo in grigio de Benedetto Benedetti |
| Millor curtmetratge | Millor curtmetratge d'animació |
| - Seawards the Great Ships (Templar Film Studios) - Ballon vole (Cine Documents) - The Face of Jesus de John D. Jennings - Rooftops of New York (McCarty-Rush-Gaffney) - Very Nice, Very Nice (National Film Board of Canada) | - Surogat (Zagreb Film) - Aquamania de Walt Disney - Beep Prepared de Chuck Jones - Nelly's Folly de Chuck Jones - Pied Piper of Guadalupe de Friz Freleng |

## Oscars Honorífics

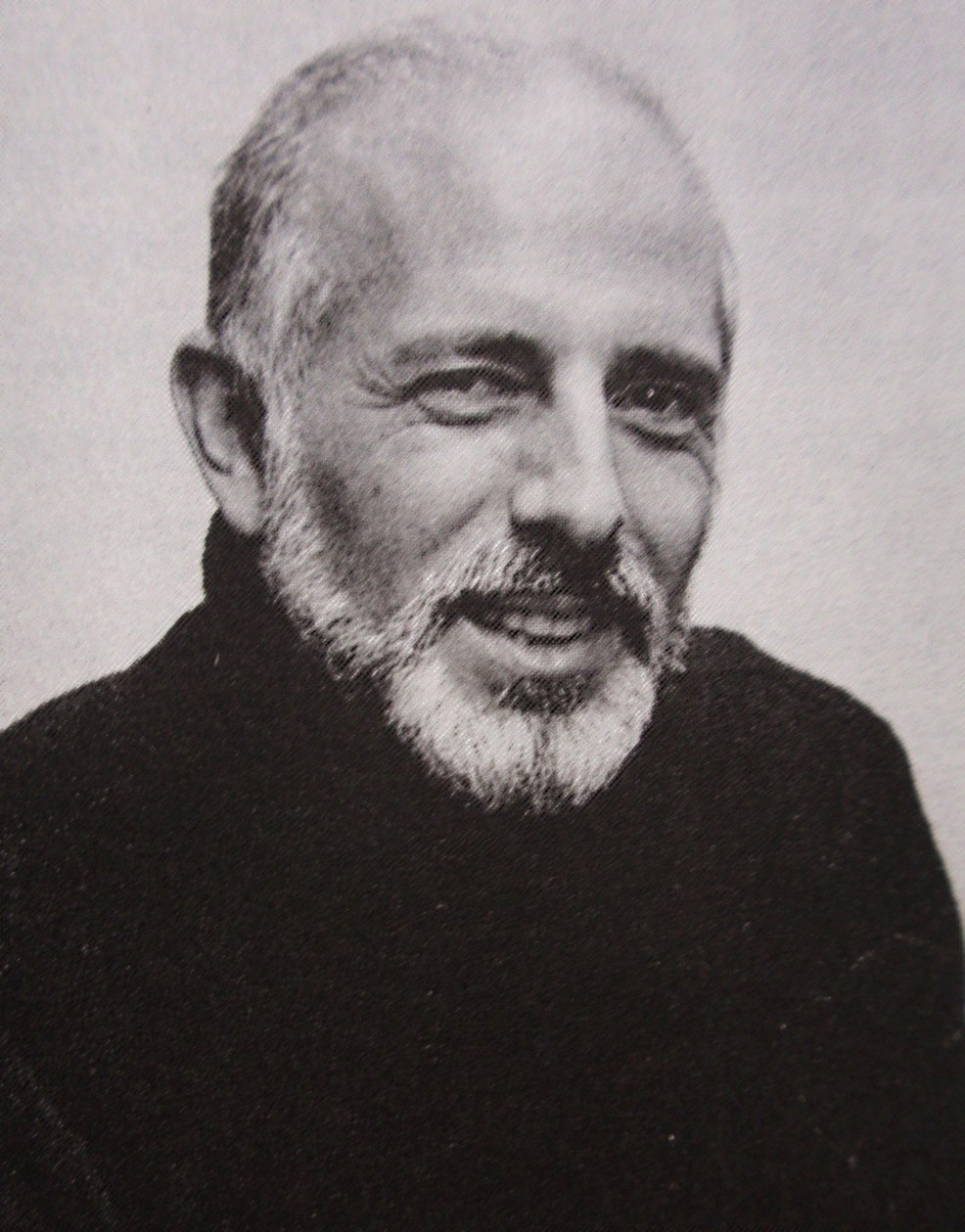
Jerome Robbins vers el 1968.

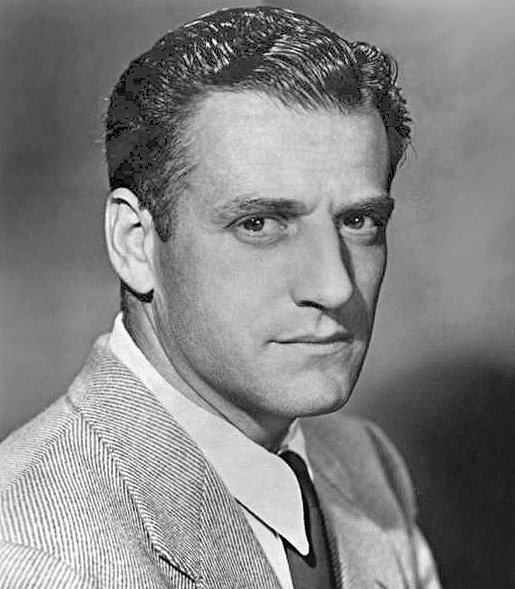
Stanley Kramer vers el 1955.

- Fred L. Metzler - per la seva dedicació i un servei excepcional a l'Acadèmia de les Arts i les Ciències Cinematogràfiques. [estatueta]
- Jerome Robbins - pels seus brillants èxits en l'art de la coreografia al cinema. [estatueta]
- William L. Hendricks - pel seu destacat servei patriòtic en la concepció, escriptura i producció de la pel·lícula sobre la Infanteria de Marina "A Force in Readiness", que ha portat honor a l'Acadèmia i a la indústria cinematogràfica. [estatueta]

## Premi Irving G. Thalberg
- Stanley Kramer

## Premi Humanitari Jean Hersholt
- George Seaton

## Presentadors
- Eddie Albert i Dina Merrill: millor vestuari
- Fred Astaire: millor pel·lícula
- Carroll Baker i Richard Chamberlain: millor direcció artística
- Charles Brackett: Premi Humanitari Jean Hersholt
- Macdonald Carey i Shirley Knight: millors efectes especials
- George Chakiris i Carolyn Jones: millor documentals
- Cyd Charisse i Tony Martin: millors músiques
- Wendell Corey: Premi Honorífic a Fred L. Metzler
- Joan Crawford: millor actor
- Vince Edwards i Shelley Winters: millor fotografia
- Anthony Franciosa i Joanne Woodward: millor so
- Arthur Freed: Premi Irving G. Thalberg
- George Hamilton i Glynis Johns: millors curtmetratges
- Rock Hudson: millor actriu secundària
- Eric Johnston: millor pel·lícula de parla no anglesa
- Shirley Jones: millor actor secundari
- Gene Kelly: Premi Honorífic a Jerome Robbins
- Burt Lancaster: millor actriu
- Jack Lemmon i Lee Remick: millor guió original i adaptat
- Debbie Reynolds: millor cançó
- Rosalind Russell: millor director

### Actuacions
- Ann-Margret interpreta "Bachelor in Paradise" de Bachelor in Paradise
- Gogi Grant interpreta "Pocketful of Miracles" d'Un gàngster per un miracle
- Johnny Mathis interpreta "Love Theme from El Cid (The Falcon and the Dove)" de El Cid
- Gene Pitney interpreta "Town Without Pity" de Town Without Pity
- Andy Williams interpreta "Moon River" d'Esmorzar amb diamants

## Múltiples nominacions i premis
| Les següents pel·lícules van rebre diverses nominacions: - 11 nominacions: Els judicis de Nuremberg i West Side Story - 9 nominacions: El vividor - 7 nominacions: Els canons de Navarone - 5 nominacions: La calúmnia, Esmorzar amb diamants, Fanny i Promeses sense prom - 4 nominacions: La dolce vita i Summer and Smoke - 3 nominacions: The Absent-Minded Professor, El Cid i Un gàngster per a un miracle - 2 nominacions: Babes in Toyland, Esplendor a l'herba i The Parent Trap | Les següents pel·lícules van rebre més d'un premi: - 10 premis: West Side Story - 2 premis: Esmorzar amb diamants, Els judicis de Nuremberg i El vividor |